# Legió II Herculia
La Legió II Herculia (Segona legió «hercúlia» és a dir, dedicada a Hèrcules) va ser una legió romana, creada per l'emperador Dioclecià (284-305), possiblement juntament amb la  I Iovia per guardar la recentment creada província d'Escítia Menor. El cognom d'aquesta legió prové de Herculius, l'atribut de Maximià (col·lega de Dioclecià), que vol dir «similar a Hèrcules».
Segons la Notitia Dignitatum, al començament del segle v, la legió II Herculia encara estava en el seu campament al Danubi.